# Iglesia de Santa Ana (Mainar)
La iglesia de Santa Ana en Mainar (Provincia de Zaragoza, España) es una Iglesia construida en la segunda mitad del siglo XVI por mandato de don Hernando de Aragón y que, según el profesor D. Gonzalo Borrás,y Carlos Lasierra, constituye el ejemplo más completo de iglesia mudéjar tardía de las existentes en Aragón. 
Su fábrica es de ladrillo, a excepción de un zócalo de piedra sillar en todo su perímetro. 
Consta de una nave única de gran altura cubierta con bóvedas de crucería estrellada, con capillas laterales entre los contrafuertes comunicadas entre sí, y cabecera poligonal con una sacristía adosada en su lado norte. Además cuenta con un coro alto a los pies. 
La iluminación llega a través de ventanales de medio punto doblados, abriéndose uno en cada tramo de los muros laterales y tres en el hastial occidental, lográndose con ello un espacio luminoso y diáfano. 
En el exterior, la decoración se reduce a una galería de arquillos de medio punto doblados bajo el alero y un friso de rombos bajo dicha galería. 
En el ángulo suroccidental se eleva una magnífica torre, de planta octogonal y cinco cuerpos con contrafuertes en los ángulos y una interesante decoración mudéjar consistente en diversos motivos geométricos realizados en ladrillo resaltado.